# Pseudoscopas montanus
Pseudoscopas montanus är en insektsart som beskrevs av Ronderos 1987. Pseudoscopas montanus ingår i släktet Pseudoscopas och familjen gräshoppor. Inga underarter finns listade i Catalogue of Life.